# Гранд Бич (Мичиген)
Гранд Бич (енгл. Grand Beach) град је у америчкој савезној држави Мичиген.

## Демографија
По попису из 2010. године број становника је 272, што је 51 (23,1%) становника више него 2000. године.
| Група             | 2000.       | 2010.       |
| Белци             | 217 (98,2%) | 267 (98,2%) |
| Афроамериканци    | 3 (1,4%)    | 0 (0,0%)    |
| Азијати           | 0 (0,0%)    | 0 (0,0%)    |
| Хиспаноамериканци | 0 (0,0%)    | 5 (1,8%)    |
| Укупно            | 221         | 272         |